# 羽生世代
羽生世代（はぶせだい）は、1970年9月27日生まれの羽生善治と年齢が近い強豪将棋棋士を指す呼称。

## 概要
羽生善治は、1990年代から2010年代までおよそ30年間にわたって多数のタイトルを獲得した棋士であるが、同時代に活躍したトップ棋士たちの中には羽生と年齢が近い者が非常に多かった。そこで、これらの強豪棋士たちの総称として羽生世代という言葉が使われるようになった。タイトル数でいえば羽生善治99期に対して、他の羽生世代の棋士全員で43期となる。もっとも、羽生世代という言葉は「羽生と年齢が近い強豪棋士」を漠然と指しており、具体的に誰が含まれるのかについてはメディアによってまちまちであり、明確な定義は存在しない。

### 羽生と年齢が近いという点に関して
「世代」という言葉は、親世代・子世代というように30年程度の広い範囲を指す、もしくはアメリカにおけるX世代・Z世代のように15年程度のスパンで区切るのが本来の用法であるが、個人名を使って「羽生世代」などという場合にはもっと狭く同学年のみ、もしくは前後を加えた3年程度の範囲を指す。一般的に、「羽生世代」の定義には下記の3つがある。
- 羽生と同学年の棋士のみを羽生世代と呼ぶ用法（羽生、森内、先崎、丸山、郷田、藤井猛、増田裕司の7名）
- 羽生と同学年または1学年上の棋士を羽生世代と呼ぶ用法（上記に加えて村山聖と佐藤康光など計14名）
- 羽生と同学年または1学年違いの棋士を羽生世代と呼ぶ用法（上記に加えて屋敷伸之と深浦康市など計19名）

このうち、同学年または1学年上とするものは、1学年上は含めるが1学年下は含めないという少々恣意的な基準であるが、1学年上の代表的な棋士である村山や佐藤が当初からチャイルドブランド（後述）という言葉で羽生と同じ括りで注目されていたという事情によるもので、初期に用いられた。

### 「羽生世代」の棋士たち

#### 強豪棋士
ここでは、羽生世代と呼ばれることのある棋士を広く紹介するという趣旨から、順位戦A級を経験した羽生と同学年、1学年上、1学年下の棋士10名を列記する。通算勝利数は2025年3月31日時点。
（生年月日順）
| 棋士名   | 生年月日                 | プロ入り 四段昇段 | 九段昇段   | 初タイトル              | 最後の タイトル         | 全棋士参加 棋戦初優勝 | 最後の全棋士 参加棋戦優勝 | 竜王戦1組 初昇級 | 順位戦A級 初昇級 | タイトル獲得数 その他 | 通算勝利数 受賞                       |
| -------- | ------------------------ | ----------------- | ---------- | ----------------------- | ----------------------- | --------------------- | ------------------------- | ---------------- | ---------------- | --------------------- | ------------------------------------- |
| 村山聖   | 1969年6月15日 （29歳没） | 1986年11月        | 1998年8月  | （1992年度 王将位挑戦） | （1992年度 王将位挑戦） | 1996年度 早指し選手権 | 1996年度 早指し選手権     | 1994年           | 1995年           | タイトル0期           | 356勝                                 |
| 佐藤康光 | 1969年10月1日（55歳）    | 1987年3月         | 1998年6月  | 1993年度 竜王           | 2011年度 王将           | 1993年度 竜王         | 2016年度NHK杯             | 1992年           | 1996年           | タイトル13期          | 1121勝 特別将棋栄誉賞                 |
| 先崎学   | 1970年6月22日（55歳）    | 1987年10月        | 2014年4月  | -                       | -                       | 1990年度 NHK杯        | 1990年度 NHK杯            | 1995年           | 2000年           | タイトル0期           | 722勝 将棋栄誉賞                      |
| 丸山忠久 | 1970年9月5日（54歳）     | 1990年4月         | 2000年6月  | 2000年度 名人           | 2002年度 棋王           | 1998年度 全日本プロ   | 2024年度 銀河戦           | 1998年           | 1998年           | タイトル3期           | 1028勝 特別将棋栄誉賞                 |
| 羽生善治 | 1970年9月27日（54歳）    | 1985年12月        | 1994年4月  | 1989年度 竜王           | 2017年度 竜王           | 1987年度 天王戦       | 2018年度NHK杯             | 1989年           | 1993年           | タイトル99期          | 1582勝 特別将棋栄誉敢闘賞             |
| 藤井猛   | 1970年9月29日（54歳）    | 1991年4月         | 2000年10月 | 1998年度 竜王           | 2000年度 竜王           | 1998年度 竜王         | 2016年度 銀河戦           | 1998年           | 2001年           | タイトル3期           | 747勝 将棋栄誉賞                      |
| 森内俊之 | 1970年10月10日（54歳）   | 1987年5月         | 2002年5月  | 2002年度 名人           | 2013年度 竜王           | 1988年度 全日本プロ   | 2014年度NHK杯             | 1996年           | 1995年           | タイトル12期          | 1004勝 特別将棋栄誉賞                 |
| 郷田真隆 | 1971年3月17日（54歳）    | 1990年4月         | 2001年8月  | 1992年度 王位           | 2015年度 王将           | 1992年度 王位         | 2015年度 王将             | 1999年           | 1999年           | タイトル6期           | 1000勝（2025年7月9日） 特別将棋栄誉賞 |
| 屋敷伸之 | 1972年1月18日（53歳）    | 1988年10月        | 2004年4月  | 1990年度 棋聖           | 1997年度 棋聖           | 1990年度 棋聖         | 1997年度 棋聖             | 1997年           | 2011年           | タイトル3期           | 851勝 将棋栄誉敢闘賞                  |
| 深浦康市 | 1972年2月14日（53歳）    | 1991年10月        | 2008年9月  | 2007年度 王位           | 2009年度 王位           | 1992年度 全日本プロ   | 2019年度NHK杯             | 2007年           | 2004年           | タイトル3期           | 938勝 将棋栄誉敢闘賞                  |

#### 有名棋士
この世代には棋戦での成績以外の点で有名な棋士も多い。
- 畠山鎮・畠山成幸（1969年6月3日生まれ） - 双子棋士。
- 中座真（1970年2月3日生まれ） - 中座飛車（横歩取り8五飛戦法）創始者（升田幸三賞受賞）。
- 瀬川晶司（1970年3月23日生まれ） - 奨励会退会後にプロ編入の第一号（制度創設のきっかけとなる）。
- 近藤正和（1971年5月31日生まれ） - ゴキゲン中飛車創始者（升田幸三賞受賞）。

### 女流三強
羽生世代に年齢の近い女流棋士の林葉直子（1967年度）・清水市代（1968年度）・中井広恵（1969年度）は「女流三強」と呼ばれた。このうち、羽生と同時期に活躍し女流四大タイトル（当時）の独占を果たした清水は「女羽生（おんなはぶ）」と称され、羽生の1学年上（村山や佐藤と同学年）にあたる中井は「羽生世代の女流棋士」と呼ばれることがある。
林葉は女流王将戦10連覇などの記録を残した後、1995年に退会したが、その後も中井と清水は「女流二強」として2000年代末までタイトルを保持して、若手棋士の前に立ちはだかった。

### 「平成」と羽生世代
日本において、1989年（平成元年）1月8日から2019年（平成31年）4月30日までのおよそ30年間は元号が「平成」であったが、羽生世代がタイトル戦を中心に最も活躍した期間は、この平成の時代と重なる。実際、羽生世代の棋士が獲得した計142のタイトルはすべて平成期のものであり、この期間のタイトル戦はほとんど羽生世代の独壇場であったと言ってよい。
また、一般棋戦での羽生世代の活躍は平成期のみにとどまるものではなく、羽生が昭和時代の1987年度に天王戦で優勝し、1988年度にNHK杯優勝と最優秀棋士賞受賞を成し遂げているほか、令和時代の2023 - 2024年度に丸山が銀河戦で連覇するなどの例がある。

## 歴史

### 「チャイルドブランド」の台頭
後に「羽生世代」と呼ばれる棋士達のうち、10代から目覚ましい活躍をした羽生・村山・佐藤・森内の4人は、島朗によって「チャイルドブランド」と命名された。「アンファン・テリブル」と呼ばれることもあった。4人のうち羽生・佐藤・森内の3人は、島が主宰する研究会「島研」で腕を磨いたメンバーであり、研究重視からパソコン将棋、コピー将棋とも言われた。
1980年代後半から、彼らは先輩棋士達を打ち負かす活躍を見せるようになる。1988年度のNHK杯戦では、18歳の羽生が4人の名人経験者、すなわち大山康晴十五世名人、加藤一二三九段、谷川浩司名人（準決勝）、中原誠棋聖・王座（決勝）を破って優勝したことで、注目を集めるようになる。また森内も、全日本プロ将棋トーナメント決勝で谷川浩司名人を下し優勝を果たす。
1989年度の竜王戦で当時19歳の羽生が竜王位を獲得。続く棋聖戦で当時17歳の屋敷伸之が挑戦権を獲得し羽生の最年少挑戦記録をすぐに更新したことで、10代棋士の活躍が騒がれるようになる。近代将棋1990年2月号「プロ棋界最前線」で武者野勝巳五段は「チャイルドブランド」として羽生、村山、佐藤、森内、先崎、屋敷の6名の名前をあげている。残りの4名は当時はまだ奨励会員だったが、郷田と丸山は1990年度、藤井猛と深浦は1991年度に四段昇格して後を追った。
羽生よりも1学年下の屋敷と深浦は若い頃はポスト羽生世代と見られたこともある。四段昇段が羽生より6年遅く、羽生が初タイトル獲得後のプロ入りとなった深浦は、若い頃は自分を羽生と同世代とは考えられなかった。だが屋敷は1990年度の棋聖位を18歳で獲得して史上最年少タイトル（当時）と騒がれ、深浦もプロ入り2年目の1992年に早々と全棋士参加棋戦で優勝するなどすぐに羽生世代に追いつき、後年には周囲から羽生世代として扱われ、それを受け入れるようになった。

### 「羽生世代」の台頭と村山聖の死
1988年から90年にかけて、羽生と屋敷がタイトル獲得、森内と先崎が全棋士参加棋戦で優勝。続いて1992年から93年にかけて、郷田と佐藤がタイトル獲得、深浦が全棋士参加棋戦で優勝した。
以上7名は順位戦A級昇級よりも優勝・タイトルが先行した。一方、1992年に谷川王将に挑戦して敗れた村山は、1995年に羽生に次いで森内とともに順位戦A級に昇級。しかし生来の病身で1997年に膀胱癌を発症、タイトルを獲得しないうちに1998年8月に29歳で逝去した。
村山と入れ替わるように1998年に、藤井猛が谷川竜王をストレートで破って初タイトルを獲得し、順位戦A級に昇級した丸山も全棋士参加棋戦で優勝し、ともに「羽生世代の一人」として認知されるようになる。

### 「羽生世代」による将棋界の席巻
羽生世代の棋士は、1980年代末から30年近くにわたり棋戦やA級順位戦の主役で、タイトル獲得の過半数を占め続けた（将棋のタイトル在位者一覧 を参照）。羽生世代だけで全タイトルを制覇した年が4回ある（1995、1998、2000、2001、そのうち1995は羽生が単独で制覇）。また2005年度は竜王戦以外の6つのタイトル戦すべてが羽生世代同士の戦いになった。
1992年度から2016年度までの25年間178回のタイトル棋戦で、11回の例外を除くすべてに羽生世代が出場している。特に棋聖戦については1989年度から2018年度までの30年間すべてに羽生世代が出場していた。また王位戦についても1992年度から2017年度までの26年間すべてに羽生世代が出場し、王座戦については同じく1992年度から2017年度までの26年間すべてに羽生善治が出場している。
竜王戦は最初に羽生世代が奪取したタイトルで、1989年度（第2期）から2020年度（第33期）までの32回の七番勝負に羽生世代は27回登場している。しかし竜王位獲得はそのうちの13回しかない。2003年度までは先輩の谷川浩司、2004年度以降は後輩の渡辺明が強力なライバルとなったためである。2004年度（第17期）以降、羽生世代の竜王位獲得は2回しかない。渡辺の竜王10連覇を森内が阻止した2013年度（第26期）と、羽生が47歳で渡辺を破って最年長竜王となり永世竜王の資格を獲得した2017年度（第30期）である。
名人戦では、1994年度から2016年度までの22年間、毎年彼らのうちの誰かが七番勝負に登場している。羽生世代同士の対決も多く、中でも羽生-森内のカードは9回（第54、61-63、66、69-72期）あり、大山康晴-升田幸三と並んで、名人戦の中で1番多い対戦となっている。
その結果、タイトル獲得数3期以上（九段昇段の基準の一つ）の者が8人、うち永世称号保持者が3人（羽生、佐藤、森内）、竜王・名人同時在位者が2人（羽生・森内）、通算1000勝達成者が4人（羽生・佐藤・丸山・森内）もいる特異な世代となった。

### 年下世代との対決
1990年代後半から2000年代前半にかけてポスト羽生世代の三浦弘行、久保利明、羽生世代より一回り年下の渡辺明といった棋士がタイトル戦に出場するようになり、2000年代後半にはタイトル群の一角を占めるなど、徐々に実力が拮抗してくる。
羽生世代は1992年度以来ずっとタイトルの過半数を保持してきたが、2010年度それが一時的に崩れ、タイトルの過半数を羽生世代以外の棋士が占めることになった（羽生三冠、久保利明二冠、渡辺明竜王、広瀬章人王位）。2011年度以降は、再び羽生世代がタイトルの過半数を占めたが、その数はピーク時に比べると少なくなった。
羽生世代の大半が40代後半になる2016年度に入ってから、急速に世代交代の動きが始まった。まず名人戦で佐藤天彦が羽生を破り16年ぶりの20代新名人となった。さらに同年度の順位戦では、稲葉陽が名人挑戦権を得て、翌年度の名人戦が21年ぶりの20代対決となる一方で、森内がA級から陥落し直後にフリークラス宣言を行った。この年、羽生世代は棋王以外の6タイトルの番勝負に出場するが3勝3敗に終わり、タイトル保持者は羽生三冠のみとなる。タイトル保持者に占める羽生世代の割合は6年ぶりに過半数を割った（羽生三冠、渡辺明二冠、佐藤天彦名人、久保利明王将）。2017年から佐藤康光が日本将棋連盟会長に就任。
2017年度には、前年に歴代最年少の14歳2か月でプロ入りした藤井聡太がデビューから無敗連勝を続けて、6月に歴代記録を更新する29連勝を達成、また最年少で全棋士参加棋戦優勝を成し遂げた。さらに羽生王位に挑戦した22歳年下の菅井竜也が番勝負を制して平成生まれ棋士の初タイトルを獲得、続いて同じく20代の中村太地が羽生から王座を奪取し、若手の台頭が注目された。一方、羽生は渡辺明から竜王のタイトルを奪還して永世竜王の資格を獲得し永世称号「七冠」を達成したが、菅井と中村にタイトルを奪われたため二冠に後退する。

### 世代交代と新世代への挑戦
2018年度は、叡王戦がタイトル戦に昇格して合計8タイトルになったが、羽生が棋聖と竜王を失冠して27年ぶりに無冠となり、羽生世代のタイトル保持者が28年ぶりにひとりもいなくなった。一方、NHK杯戦ではベスト4を羽生世代（羽生、郷田、丸山、森内）が独占して、羽生が優勝、健在ぶりを示した。
2019年度から、羽生世代は50代に入りはじめる。NHK杯戦では前年の羽生に続き深浦が初優勝。しかし羽生世代のタイトル戦番勝負出場は、羽生が王位挑戦者決定戦でポスト羽生世代の木村一基に敗れるなどして31年ぶりに途絶えた。また竜王戦では、竜王戦史上初めて羽生世代の決勝トーナメント進出が途絶えた（なお、2020年度以降の5年間は再び毎年一人以上が竜王戦の決勝トーナメントに進出しており、羽生、佐藤、丸山、森内、郷田が50代での進出(太字は複数回進出)を果たしている）。
2020年度は、藤井聡太が棋聖戦でタイトル挑戦、渡辺明から棋聖のタイトルを奪取し、屋敷伸之のタイトル挑戦・獲得の最年少記録を30年ぶりに更新した。一方、羽生が50歳で竜王戦の挑戦者に決定するなど巻き返しを見せたが、タイトル獲得はならなかった。
2021年度は、王位戦で羽生、王座戦で佐藤康、棋王戦で郷田が挑戦者決定戦に登場したが、いずれも挑戦者にはなれなかった。また羽生世代を牽引してきた羽生善治が、公式戦年間成績14勝24敗でプロ入り36年目で初の負け越しとなり、順位戦で降級が決定した。これによりA級に残留する羽生世代は佐藤康光だけとなった。羽生と入れ替わるように、10代の藤井聡太竜王（五冠）がA級に昇格した。
2022年度は、6月に羽生が史上初の通算1500勝を達成。達成時の現役棋士通算勝利数ランキングでは、1位から順に羽生、(谷川)、佐藤康、丸山、(森下)、森内、郷田、深浦と羽生世代がトップ8のうち6人を占めた。さらに羽生は王将戦で挑戦者決定リーグを6戦全勝で制し2年ぶりにタイトル戦の挑戦者となったが、2勝4敗で奪取はならなかった。相手の藤井聡太王将（五冠）は32歳年下で、羽生世代とのタイトル戦は初めてだった。一方、順位戦ではA級に唯一残留していた佐藤康光が開幕からの7連敗で降級が決まり、B級1組の羽生、屋敷、郷田、丸山も昇級できず、29年ぶりに羽生世代がA級から姿を消した。A級は30代以下（1984年以降生まれ）で占められた。2023年から佐藤に代わって羽生が日本将棋連盟会長に就任。
2023年度は、藤井聡太が羽生善治に次いで2人目の七冠制覇を最年少で達成し、続けて八冠も独占し、羽生の持つ全冠制覇者の最年少記録を塗り替えた。また竜王戦では藤井と同学年の伊藤匠が挑戦者で対局者年齢合計が41歳となったため、第57期棋聖戦の屋敷伸之棋聖－森下卓六段の対局者年齢合計42歳の最年少記録が更新された。一方、第31期銀河戦本戦では、丸山が2回戦で渡辺明、準決勝で永瀬拓矢、そして決勝ではタイトル八冠独占に加え一般棋戦も約2年間負けていなかった藤井聡太を破るという活躍を見せ、53歳での全棋士参加棋戦優勝という快挙を成し遂げた（50歳以上での全棋士参加棋戦優勝は、54歳でNHK杯優勝を達成した加藤一二三以来30年ぶり）。また、2023年に創設された、50歳以上の棋士による公式戦「第1回達人戦立川立飛杯」では、ベスト4を羽生世代（羽生、丸山、森内、佐藤）が独占し、決勝戦では羽生が丸山に勝利して初代達人となった。
2024年度は、叡王戦で伊藤匠が同学年の藤井聡太八冠を破って初タイトルを獲得するなど若い世代の活躍が目立つ中、王座戦で羽生善治が挑戦者決定戦に進出。永瀬拓矢に敗れて挑戦権を逃したが、勝利していれば38年ぶりに現役の日本将棋連盟会長がタイトル戦挑戦者になるところだった。一方、第32期銀河戦では丸山が2年連続で決勝で藤井聡太七冠を破り、羽生に続いて2人目となる銀河戦連覇を果たした（50歳以上の棋士による全棋士参加棋戦連覇は、1981年に58歳で王座戦（一般棋戦時代）二連覇を達成した大山康晴以来43年ぶり）。また、森内も準々決勝で伊藤匠叡王を破る活躍を見せた（準決勝で丸山に敗退）。丸山は「第2回達人戦立川立飛杯」でも優勝。また、NHK杯では郷田が本戦を5連勝する活躍を見せ、決勝で藤井聡太七冠に敗れたものの準優勝を記録し存在感を示した。
上述のように、2020年ごろより将棋界は羽生世代よりも30歳以上若い藤井聡太が活躍し八大タイトルの大半を独占するまでに至っているが、羽生世代の棋士では丸山と深浦の2名がいずれも通算で3勝1敗と藤井に勝ち越している（2024年度終了時点）。
2025年度は、王座戦で羽生善治が二年連続で挑戦者決定戦に進出するも、伊藤匠叡王に敗れてタイトル挑戦はならず。

## 羽生世代のタイトル戦の成績
| - :タイトル獲得 - :タイトル獲得・永世位獲得 - 無印:挑戦失敗または失冠 |

| 開催 年度 | －           | 名人戦 4-6月    | 棋聖戦 6-7月 12-2月 | 王位戦 7-9月    | 王座戦 9-10月   | 竜王戦 10-12月  | 王将戦 1-3月    | 棋王戦 2-3月    |
| 開催 年度 | －           | 名人            | 棋聖                | 王位            | 王座            | 竜王            | 王将            | 棋王            |
| --------- | ------------ | --------------- | ------------------- | --------------- | --------------- | --------------- | --------------- | --------------- |
| 1989      | －           | 第47期          | 第54期              | 第30期          | 第37期          | 第2期 羽生善治  | 第39期          | 第15期          |
| 1989      | －           | 第47期          | 屋敷伸之            | 第30期          | 第37期          | 第2期 羽生善治  | 第39期          | 第15期          |
| 1990      | －           |                 | 屋敷伸之            |                 |                 | 羽生善治        |                 | 羽生善治        |
| 1990      | －           | 屋敷伸之        |                     |                 |                 | 羽生善治        |                 | 羽生善治        |
| 1991      | －           |                 | 屋敷伸之            |                 |                 |                 |                 | 羽生善治        |
| 1991      | －           |                 |                     |                 |                 |                 |                 | 羽生善治        |
| 1992      | －           |                 | 郷田真隆            | 郷田真隆        | 羽生善治        | 羽生善治        | 村山聖          | 羽生善治        |
| 1992      | －           | 郷田真隆        |                     | 郷田真隆        | 羽生善治        | 羽生善治        | 村山聖          | 羽生善治        |
| 1993      | －           |                 | 羽生善治            | 羽生善治        | 羽生善治        | 佐藤康光        |                 | 羽生善治        |
| 1993      | －           | 羽生善治        |                     | 羽生善治        | 羽生善治        | 佐藤康光        |                 | 羽生善治        |
| 1994      | －           | 羽生善治        | 羽生善治            | 羽生善治        | 羽生善治        | 羽生善治        | 羽生善治        | 羽生善治        |
| 1994      | －           | 羽生善治        | 羽生善治            | 羽生善治        | 羽生善治        | 羽生善治        | 羽生善治        | 羽生善治        |
|           | －           | 名人戦 4-6月    | 棋聖戦 6-7月        | 王位戦 7-9月    | 王座戦 9-10月   | 竜王戦 10-12月  | 王将戦 1-3月    | 棋王戦 2-3月    |
| －        | 名人         | 棋聖            | 王位                | 王座            | 竜王            | 王将            | 棋王            |                 |
| 1995      | －           | 第53期 羽生善治 | 第66期 羽生善治     | 第36期 羽生善治 | 第43期 羽生善治 | 第8期 羽生善治  | 第45期 羽生善治 | 第21期 羽生善治 |
| 1996      | －           | 羽生善治        | 羽生善治            | 羽生善治        | 羽生善治        | 羽生善治        | 羽生善治        | 羽生善治        |
| 1997      | －           | 羽生善治        | 屋敷伸之            | 羽生善治        | 羽生善治        |                 | 羽生善治        | 羽生善治        |
| 1998      | －           | 佐藤康光        | 郷田真隆            | 羽生善治        | 羽生善治        | 藤井猛          | 羽生善治        | 羽生善治        |
| 1999      | －           | 佐藤康光        | 郷田真隆            | 羽生善治        | 羽生善治        | 藤井猛          | 羽生善治        | 羽生善治        |
| 2000      | －           | 丸山忠久        | 羽生善治            | 羽生善治        | 羽生善治        | 藤井猛          | 羽生善治        | 羽生善治        |
| 2001      | －           | 丸山忠久        | 郷田真隆            | 羽生善治        | 羽生善治        | 羽生善治        | 佐藤康光        | 羽生善治        |
| 2002      | －           | 森内俊之        | 佐藤康光            | 羽生善治        | 羽生善治        | 羽生善治        | 羽生善治        | 丸山忠久        |
| 2003      | －           | 羽生善治        | 佐藤康光            | 羽生善治        | 羽生善治        | 森内俊之        | 森内俊之        | 丸山忠久        |
| 2004      | －           | 森内俊之        | 佐藤康光            | 羽生善治        | 羽生善治        | 森内俊之        | 羽生善治        | 羽生善治        |
| 2005      | －           | 森内俊之        | 佐藤康光            | 羽生善治        | 羽生善治        |                 | 羽生善治        | 森内俊之        |
| 2006      | －           | 森内俊之        | 佐藤康光            | 羽生善治        | 羽生善治        | 佐藤康光        | 羽生善治        | 佐藤康光        |
| 2007      | －           | 森内俊之        | 佐藤康光            | 深浦康市        | 羽生善治        | 佐藤康光        | 羽生善治        | 佐藤康光        |
| 2008      | －           | 羽生善治        | 羽生善治            | 深浦康市        | 羽生善治        | 羽生善治        | 羽生善治        | 佐藤康光        |
| 2009      | －           | 羽生善治        | 羽生善治            | 深浦康市        | 羽生善治        | 森内俊之        | 羽生善治        | 佐藤康光        |
| 2010      | －           | 羽生善治        | 羽生善治            | 深浦康市        | 羽生善治        | 羽生善治        |                 |                 |
| 2011      | －           | 森内俊之        | 羽生善治            | 羽生善治        | 羽生善治        | 丸山忠久        | 佐藤康光        | 郷田真隆        |
| 2012      | －           | 森内俊之        | 羽生善治            | 羽生善治        | 羽生善治        | 丸山忠久        | 佐藤康光        | 郷田真隆        |
| 2013      | －           | 森内俊之        | 羽生善治            | 羽生善治        | 羽生善治        | 森内俊之        | 羽生善治        |                 |
| 2014      | －           | 羽生善治        | 羽生善治            | 羽生善治        | 羽生善治        | 森内俊之        | 郷田真隆        | 羽生善治        |
| 2015      | －           | 羽生善治        | 羽生善治            | 羽生善治        | 羽生善治        |                 | 郷田真隆        |                 |
| 2016      | －           | 羽生善治        | 羽生善治            | 羽生善治        | 羽生善治        | 丸山忠久        | 郷田真隆        |                 |
| 2017      | －           |                 | 羽生善治            | 羽生善治        | 羽生善治        | 羽生善治        |                 |                 |
|           | 叡王戦 4-6月 | 名人戦 4-6月    | 棋聖戦 6-7月        | 王位戦 7-9月    | 王座戦 9-10月   | 竜王戦 10-12月  | 王将戦 1-3月    | 棋王戦 2-3月    |
| 叡王      | 名人         | 棋聖            | 王位                | 王座            | 竜王            | 王将            | 棋王            |                 |
| 2018      | 第3期        | 第76期 羽生善治 | 第89期 羽生善治     | 第59期          | 第66期          | 第31期 羽生善治 | 第68期          | 第44期          |
| 2019      |              |                 |                     |                 |                 |                 |                 |                 |
| 2020      |              |                 |                     |                 |                 | 羽生善治        |                 |                 |
| 2021      |              |                 |                     |                 |                 |                 |                 |                 |
| 2022      |              |                 |                     |                 |                 |                 | 羽生善治        |                 |
| 2023      |              |                 |                     |                 |                 |                 |                 |                 |

### 羽生世代以外のタイトル戦成績
| - :タイトル獲得 - :タイトル獲得・永世位獲得 - 無印:挑戦失敗または失冠 |

| 開催 年度 | －             | 名人戦 4-6月    | 棋聖戦 6-7月 12-2月 | 王位戦 7-9月    | 王座戦 9-10月     | 竜王戦 10-12月  | 王将戦 1-3月    | 棋王戦 2-3月    |
| 開催 年度 | －             | 名人            | 棋聖                | 王位            | 王座              | 竜王            | 王将            | 棋王            |
| --------- | -------------- | --------------- | ------------------- | --------------- | ----------------- | --------------- | --------------- | --------------- |
| 1989      | －             | 第47期 谷川浩司 | 第54期 中原誠       | 第30期 谷川浩司 | 第37期 中原誠     | 第2期 島朗      | 第39期 米長邦雄 | 第15期 南芳一   |
| 1989      | －             | 第47期 谷川浩司 | 中原誠              | 第30期 谷川浩司 | 第37期 中原誠     | 第2期 島朗      | 第39期 米長邦雄 | 第15期 南芳一   |
| 1990      | －             | 中原誠          | 中原誠              | 谷川浩司        | 谷川浩司          | 谷川浩司        | 南芳一          | 南芳一          |
| 1990      | －             | 中原誠          | 森下卓              | 谷川浩司        | 谷川浩司          | 谷川浩司        | 南芳一          | 南芳一          |
| 1991      | －             | 中原誠          | 南芳一              | 谷川浩司        | 福崎文吾          | 谷川浩司        | 谷川浩司        | 南芳一          |
| 1991      | －             | 中原誠          | 谷川浩司            | 谷川浩司        | 福崎文吾          | 谷川浩司        | 谷川浩司        | 南芳一          |
| 1992      | －             | 中原誠          | 谷川浩司            | 谷川浩司        | 福崎文吾          | 谷川浩司        | 谷川浩司        | 谷川浩司        |
| 1992      | －             | 中原誠          | 谷川浩司            | 谷川浩司        | 福崎文吾          | 谷川浩司        | 谷川浩司        | 谷川浩司        |
| 1993      | －             | 米長邦雄        | 谷川浩司            |                 | 谷川浩司          |                 | 谷川浩司        | 南芳一          |
| 1993      | －             | 米長邦雄        | 谷川浩司            |                 | 谷川浩司          |                 | 谷川浩司        | 南芳一          |
| 1994      | －             | 米長邦雄        | 谷川浩司            |                 | 谷川浩司          |                 | 谷川浩司        | 森下卓          |
| 1994      | －             | 米長邦雄        | 島朗                |                 | 谷川浩司          |                 | 谷川浩司        | 森下卓          |
|           | －             | 名人戦 4-6月    | 棋聖戦 6-7月        | 王位戦 7-9月    | 王座戦 9-10月     | 竜王戦 10-12月  | 王将戦 1-3月    | 棋王戦 2-3月    |
| －        | 名人           | 棋聖            | 王位                | 王座            | 竜王              | 王将            | 棋王            |                 |
| 1995      | －             | 第53期 森下卓   | 第66期 三浦弘行     | 第36期          | 第43期 森雞二     | 第8期           | 第45期 谷川浩司 | 第21期 高橋道雄 |
| 1996      | －             |                 | 三浦弘行            |                 | 島朗              | 谷川浩司        | 谷川浩司        | 森下卓          |
| 1997      | －             | 谷川浩司        | 三浦弘行            |                 | 島朗              | 谷川浩司        |                 |                 |
| 1998      | －             | 谷川浩司        |                     |                 | 谷川浩司          | 谷川浩司        | 森下卓          |                 |
| 1999      | －             | 谷川浩司        | 谷川浩司            | 谷川浩司        |                   | 鈴木大介        |                 |                 |
| 2000      | －             |                 | 谷川浩司            | 谷川浩司        |                   |                 | 谷川浩司        | 久保利明        |
| 2001      | －             | 谷川浩司        |                     |                 | 久保利明          |                 |                 |                 |
| 2002      | －             |                 |                     | 谷川浩司        |                   | 阿部隆          |                 |                 |
| 2003      | －             |                 |                     | 谷川浩司        | 渡辺明            |                 |                 | 谷川浩司        |
| 2004      | －             |                 |                     | 谷川浩司        |                   | 渡辺明          |                 | 谷川浩司        |
| 2005      | －             |                 |                     |                 |                   | 渡辺明          |                 |                 |
| 2006      | －             | 谷川浩司        | 鈴木大介            |                 |                   | 渡辺明          |                 |                 |
| 2007      | －             |                 | 渡辺明              |                 | 久保利明          | 渡辺明          | 久保利明        |                 |
| 2008      | －             |                 |                     |                 | 木村一基          | 渡辺明          |                 | 久保利明        |
| 2009      | －             |                 | 木村一基            | 木村一基        | 山崎隆之          | 渡辺明          | 久保利明        | 久保利明        |
| 2010      | －             | 三浦弘行        |                     | 広瀬章人        |                   | 渡辺明          | 久保利明        | 久保利明        |
| 2011      | －             |                 |                     | 広瀬章人        | 渡辺明            | 渡辺明          | 久保利明        | 久保利明        |
| 2012      | －             |                 | 中村太地            |                 | 渡辺明            | 渡辺明          | 渡辺明          | 渡辺明          |
| 2013      | －             |                 | 渡辺明              | 行方尚史        | 中村太地          | 渡辺明          | 渡辺明          | 渡辺明          |
| 2014      | －             |                 |                     | 木村一基        | 豊島将之          | 糸谷哲郎        | 渡辺明          | 渡辺明          |
| 2015      | －             | 行方尚史        | 豊島将之            | 広瀬章人        | 佐藤天彦          | 渡辺明          |                 | 渡辺明          |
| 2016      | －             | 佐藤天彦        | 永瀬拓矢            | 木村一基        | 糸谷哲郎          | 渡辺明          | 久保利明        | 渡辺明          |
| 2017      | －             | 佐藤天彦        | 斎藤慎太郎          | 菅井竜也        | 中村太地          | 渡辺明          | 久保利明        | 渡辺明          |
|           | 叡王戦 4-6月   | 名人戦 4-6月    | 棋聖戦 6-7月        | 王位戦 7-9月    | 王座戦 9-10月     | 竜王戦 10-12月  | 王将戦 1-3月    | 棋王戦 2-3月    |
| 叡王      | 名人           | 棋聖            | 王位                | 王座            | 竜王              | 王将            | 棋王            |                 |
| 2018      | 第3期 高見泰地 | 第76期 佐藤天彦 | 第89期 豊島将之     | 第59期 豊島将之 | 第66期 斎藤慎太郎 | 第31期 広瀬章人 | 第68期 渡辺明   | 第44期 渡辺明   |
| 2019      | 永瀬拓矢       | 豊島将之        | 渡辺明              | 木村一基        | 永瀬拓矢          | 豊島将之        | 渡辺明          | 渡辺明          |
| 2020      | 豊島将之       | 渡辺明          | 藤井聡太            | 藤井聡太        | 永瀬拓矢          | 豊島将之        | 渡辺明          | 渡辺明          |
| 2021      | 藤井聡太       | 渡辺明          | 藤井聡太            | 藤井聡太        | 永瀬拓矢          | 藤井聡太        | 藤井聡太        | 渡辺明          |
| 2022      | 藤井聡太       | 渡辺明          | 藤井聡太            | 藤井聡太        | 永瀬拓矢          | 藤井聡太        | 藤井聡太        | 藤井聡太        |
| 2023      | 藤井聡太       | 藤井聡太        | 藤井聡太            | 藤井聡太        | 藤井聡太          | 藤井聡太        | 藤井聡太        | 藤井聡太        |

## 羽生世代と他の世代の強豪
順位戦A級経験者・タイトル獲得者・タイトル挑戦者・全棋士参加棋戦優勝者を生年度別に一覧にすると以下のようになる。

### 55年組と谷川浩司（新人類世代）
高橋道雄、南芳一、島朗ら羽生世代のすぐ上の世代にあたる強豪棋士たちは、プロ入り年度が昭和55年度（1980年度）に集中しており、花の55年組と呼ばれた。1957～1964年度生まれがいる55年組は、将棋の黄金世代の先駆けとして知られ、総勢8名中5名がタイトルを獲得した（三段リーグ創設後は年間のプロ入り人数が基本4名と限定されているので、どちらも記録の更新は難しくなっている）。また、羽生世代とタイトル戦を幾度も戦った谷川浩司は、加藤一二三に次ぐ史上2人目の中学生棋士として昭和51年度に早々にプロ入りしたため55年組ではないが、同世代である。
55年組よりも若い1965～1968年度生まれは、タイトル獲得経験こそないものの、羽生世代と並んでチャイルドブランドと呼ばれた棋士もいる。
1950年代後半～1960年代後半生まれは俗に新人類世代と呼ばれており、1969～1971年度生まれの羽生世代も登場当時は新たな新人類棋士とされた。
新人類世代は、1983年の谷川浩司と高橋道雄を皮切りに次々と先行世代からタイトルを奪ったが、羽生世代が活躍を始めると逆に奪われる立場となり、10年後の1993年にはほぼすべてのタイトルが羽生世代のものとなった。この世代の中で羽生世代にタイトル戦で勝ったのは、谷川と南だけである。
- 1957年度　田中寅彦
- 1958年度　なし
- 1959年度　福崎文吾
- 1960年度　高橋道雄（55年組）
- 1961年度　なし
- 1962年度　谷川浩司、中村修（55年組）、島朗（55年組）
- 1963年度　南芳一（55年組）、井上慶太
- 1964年度　塚田泰明（55年組）、櫛田陽一、中田宏樹
- 1965年度　なし
- 1966年度　森下卓
- 1967年度　阿部隆
- 1968年度　なし

### 羽生世代とポスト羽生世代
羽生善治を中心とする1970年度前後生まれの羽生世代（チャイルドブランド）はタイトル獲得者8人。1990年代から他の世代を圧倒して長らく将棋界を牽引してきたが、2010年代から渡辺明をはじめとして一回り以上年下の棋士の中から強豪棋士が多数現れて徐々にタイトルを奪われ、2018年末にタイトルをすべて失ったことで世代交代となった。
木村一基、三浦弘行、久保利明など羽生世代より3～5歳下の世代については、ポスト羽生世代と呼ばれる。ポスト羽生世代もタイトル獲得者を複数輩出した強豪世代であった。ポスト羽生世代については、羽生世代と同様、明確な定義があるわけではなく、羽生世代の屋敷と深浦（1971年度生まれ）はポスト羽生世代として扱われたこともあった。
羽生世代、ポスト羽生世代は棋士の層が厚いため、その世代のプロ入り（四段昇段）は困難なものとなった。史上3人目の中学生棋士となった羽生を始め、村山、佐藤、森内の4名は1987年の三段リーグ復活前の四段昇段でプロ入りの人数制限がなかったが、以降は年2回開催の三段リーグで上位2名に入らなければ四段に昇段できなくなった。
この世代のプロ入りの厳しさの象徴として、1995年後期の第18回三段リーグがよくあげられる。ポスト羽生世代の堀口一史座が一抜けした後の最後の四段昇段枠を最終戦で4人が争うことになり、年齢制限ぎりぎりであった羽生世代の中座真は最終戦に勝てば自力での四段昇段が決まるところをポスト羽生世代の今泉健司に負けて万事休すとなった。しかし続くライバル3人がそろって最終戦に敗れたことで何とか26歳でのプロ入りを果たす。一方、中座と同学年だった羽生世代の瀬川晶司はこのとき負け越して年齢制限での奨励会退会となったが、10年後に編入試験に合格して35歳でプロ入りする。ドラマの一翼を担った今泉健司も4年後に年齢制限で奨励会を退会せざるを得なくなったが、41歳で編入試験に合格してのプロ入りを果たした。
- 1969年度　村山聖、佐藤康光
- 1970年度　先崎学、丸山忠久、羽生善治、藤井猛、森内俊之、郷田真隆
- 1971年度　屋敷伸之、深浦康市
- 1972年度　真田圭一
- 1973年度　木村一基、行方尚史、三浦弘行
- 1974年度　鈴木大介、堀口一史座
- 1975年度　久保利明

### 谷間世代と渡辺明
1976 - 1983年度生まれ（41歳～49歳）は谷間世代として知られ、タイトル獲得者が一人もいない（その下の1984年度生まれには、羽生に次ぐ史上4人目の中学生棋士となり、若い頃から羽生世代を相手にタイトル戦で奮闘した渡辺明がいるが、同世代のプロ棋士は少ない）。
この世代の棋士の伸び悩みはしばしば指摘されたが、そのひとつの要因として、ひとつ上の羽生世代・ポスト羽生世代の層の厚さが挙げられる。
1982年度生まれの橋本崇載は自身に加えて、同世代の山崎隆之・阿久津主税・松尾歩の4人を、世代トップとして周囲に期待されながらタイトルには手が届かない「残念四天王」と評した。橋本が一身上の都合で引退したのち、2022年の第5回ABEMAトーナメントにリーダーとして出場した山崎は、阿久津、松尾の2人をドラフト指名してチームを結成し、前厄の阿久津、本厄の山崎、後厄の松尾という「厄年」の「残念」な3人による「チーム厄払い」と命名して笑いをとった。
- 1976年度　なし
- 1977年度　なし
- 1978年度　なし
- 1979年度　なし
- 1980年度　山崎隆之
- 1981年度　なし
- 1982年度　阿久津主税、橋本崇載（連盟退会）
- 1983年度　なし（プロ入りした棋士自体が存在しない）
- 1984年度　渡辺明、村山慈明

### 平成のチャイルドブランド世代
2002年の週刊将棋で奨励会の10代半ばの二段、三段が「平成のチャイルドブランド」として特集されたことに由来する。これは「チャイルドブランド」と呼ばれた羽生世代にちなんだもので、これ以降、羽生世代は「昭和のチャイルドブランド」と呼ばれることもある。しかし「平成のチャイルドブランド」も育ちは平成だが、生まれは昭和の末期である。
「昭和のチャイルドブランド」同様に「平成のチャイルドブランド」の範囲も明確ではない。前述の週刊将棋の記事で特集された棋士は当時10代半ばの1985 - 1987年度生まれだけだった。そのため週刊将棋元編集長の雨宮知典は1988年度生まれ以降を別の世代として扱っているが、年齢の近い1988年度までは同世代と見なすことが多い。
1986 - 1988年度生まれの黄金世代のプロ入り人数は21人で、羽生世代（1969 - 1971年度）の19人をしのぐ一方、タイトル獲得者は限定的となっている。
- 1985年度　なし
- 1986年度　広瀬章人、金井恒太
- 1987年度　佐藤天彦
- 1988年度　中村太地、糸谷哲郎、稲葉陽

### 平成一桁生まれ世代
羽生世代がタイトル戦から遠ざかった頃から、平成一桁生まれの棋士の活躍が目立つようになった。平成生まれ初のプロ棋士で後に「竜王・名人」にもなった豊島将之、平成生まれで初のタイトル獲得者である菅井竜也、王座戦四連覇の永瀬拓矢が、この世代の棋士では先んじて顕著な活躍を見せた。彼らに続く1993 - 1995年度生まれもプロ入り人数は20人と充実しており、タイトル戦出場経験者も多数輩出している。上記の平成のチャイルドブランド世代とこの世代が、羽生世代からタイトルを奪っていき世代交代を達成した。
女流棋士に目を移しても、この世代には福間香奈（1991年度）、伊藤沙恵（1993年度）、加藤桃子（1994年度）、西山朋佳（1995年度）などの女流タイトル戦常連出場者が集中している。2024年までにクイーン称号を得た女流棋士は、先述した1960年代後半生まれの女流三強と、この世代の福間（旧姓・里見）と西山の計5名しかいない。
- 1989年度　なし
- 1990年度　豊島将之
- 1991年度　杉本和陽
- 1992年度　菅井竜也、永瀬拓矢
- 1993年度　斎藤慎太郎、高見泰地、八代弥
- 1994年度　千田翔太、佐々木勇気
- 1995年度　出口若武、佐々木大地
- 1996年度　近藤誠也
- 1997年度　本田奎、増田康宏

### 藤井聡太世代
2002年（平成14年）生まれで、2016年に史上5人目の中学生棋士となった藤井聡太は、デビュー戦から29連勝の新記録で話題をさらい、2023年には羽生善治に次いで史上2人目の七冠、続けて史上初の八冠独占を最年少かつタイトル戦無敗で達成するなど「一強時代」を築いた。
しかし2024年、藤井と同学年の伊藤匠が、藤井への3度目のタイトル挑戦で叡王位を奪って八冠独占を崩し、2002年度生まれに2人のタイトル保有者が出た。その他の同世代棋士については、まだ若すぎるためわからない。
- 1998年度　なし
- 1999年度　なし
- 2000年度　なし
- 2001年度　なし
- 2002年度　藤井聡太、伊藤匠
- 2003年度　なし
- 2004年度　なし
- 2005年度　なし
- 2006年度　なし